# Штанц-ім-Мюрцталь
Штанц-ім-Мюрцталь (нім. Stanz im Mürztal) — громада  (нім. Gemeinde)  в Австрії, у федеральній землі Штирія.
Входить до складу округу Брук-Мюрццушлаг. Населення становить 1,829 осіб (станом на 01. 01. 2017 року). Займає площу 76 км².
Перша згадка — 1150 (як Stawencz). У 1836 році почався розвиток чавуноливарнийого заводу, котрий мав велике економічне значення. 1848-го відбулося звільнення селянства. Муніципалітет як автономний орган створений у 1850. 1945—1955 Штанц-ім-Мюрцталь був частиною британської зони окупації в Австрії. Приблизно у 1960 частка сільського і лісового господарства почала скорочуватись, а Штанц поступово перетворюється на приміську зону.